# Wildprets Natternkopf
Wildprets Natternkopf (Echium wildpretii) ist eine Pflanzenart in der Gattung Natternköpfe (Echium) innerhalb der Familie der Raublattgewächse (Boraginaceae). Das Art-Epitheton ehrt den Schweizer Gärtner und Botaniker Hermann Wildpret. Auf den Kanaren wird die Pflanze Taginaste rojo oder Tajinaste rojo (im Gegensatz zum weißen Küstennatternkopf und zum blauen Riesennatternkopf Echium pininana) genannt.

## Beschreibung und Lebensweise

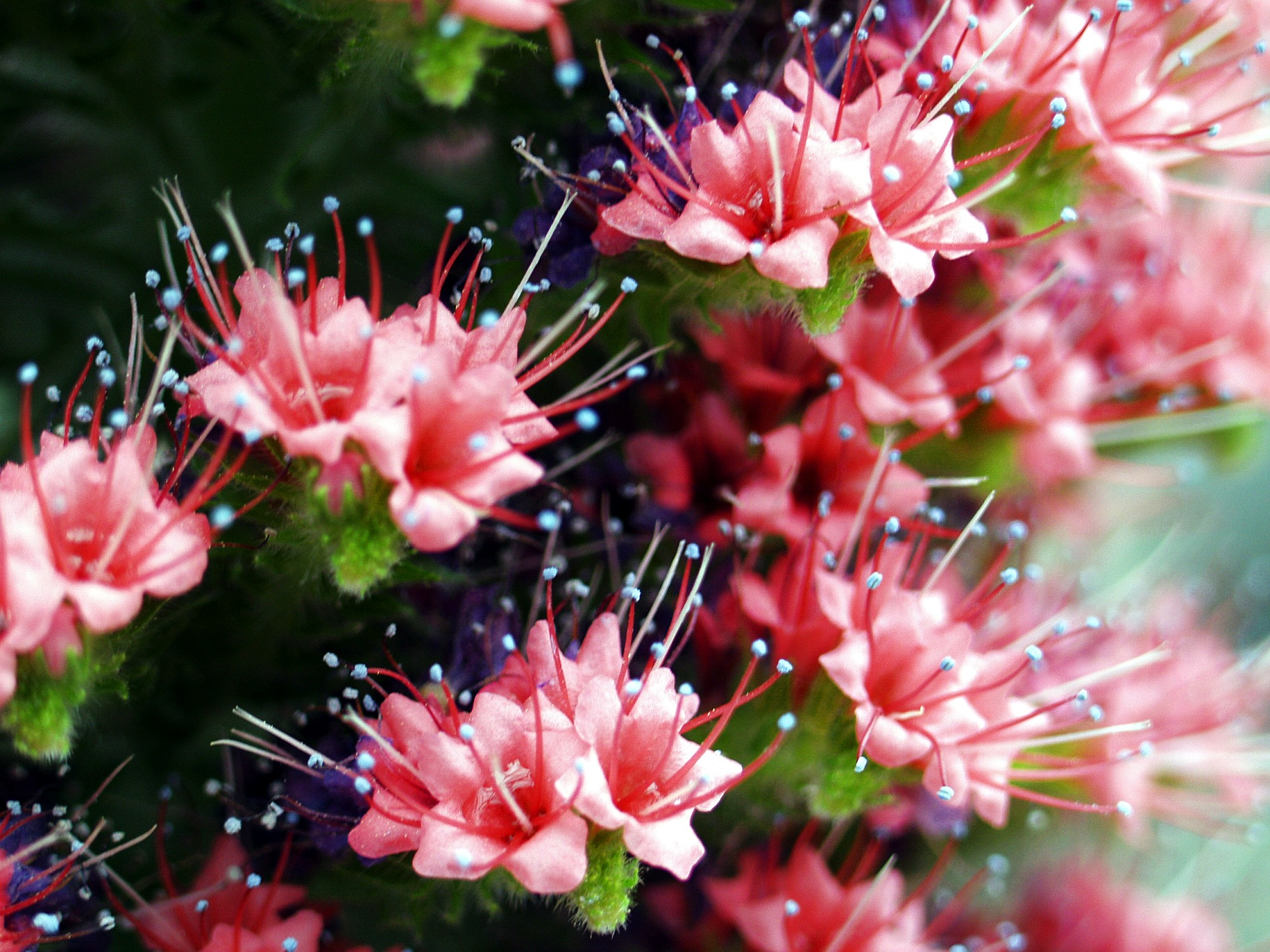
Nahaufnahme eines Blütenstandes, Botanischer Garten Bonn

Wildprets Natternkopf ist eine mehrjährige, hapaxanthe (bzw. semelpare) Pflanze, die Wuchshöhen von bis zu drei Metern erreicht. Charakteristisch für diese Natternkopfart ist die Grundrosette, die bis zu einem Meter Durchmesser erreichen kann und aus lineal-lanzettlichen Blättern besteht. Die Grundrosette sitzt mit einem kurzen, unverzweigten Stamm dem Boden fest auf, die Blätter werden etwa 30 × 2 cm groß, sind beiderseits dicht mit relativ weichen Borsten besetzt und dadurch weißfilzig-rau. Aus der Mitte der Rosette erhebt sich ein einziger schmal-kegelförmiger Blütenstand, der sehr dicht mit unzähligen Blüten besetzt ist. Um den Stamm aufzubauen und die Blütenstände auszubilden, braucht die Pflanze drei bis fünf Jahre.
Wildprets Natternkopf blüht zwar nur einmal in ihrem Leben, erzeugt jedoch sehr viele Samen, was wegen des im Sommer meist trockenen Gebirgsklimas und der starken Sonneneinstrahlung notwendig ist. Die breit trichterförmigen Blüten werden zwischen 10 und 14 mm lang. Die Früchte sind kleine Nüsschen, die sich rau anfühlen. Die Blütezeit dauert etwas länger als einen Monat und liegt witterungsbedingt variabel zwischen Mitte Mai und Mitte Juli. Danach stirbt die Pflanze langsam ab.
Je nach Unterart ist die Farbe der Blüten rot oder rosa, sie verfärben sich zuletzt blau.

## Systematik
Für Wildprets Natternkopf wurden zwei Unterarten beschrieben:
- Echium wildpretii H.Pearson ex Hook.f. subsp. wildpretii: Nominatform mit roten Blüten auf Teneriffa.
- Echium wildpretii subsp. trichosiphon (Svent.) Bramwell: mit rosavioletten Blüten auf La Palma.

Die beiden Arten unterscheiden sich nach neueren Erkenntnisse genetisch und morphologisch so stark, dass vorgeschlagen wurde, die Unterart trichosiphon als eigene Art anzuerkennen und als Echium perezii Sprague
zu bezeichnen.

## Vorkommen

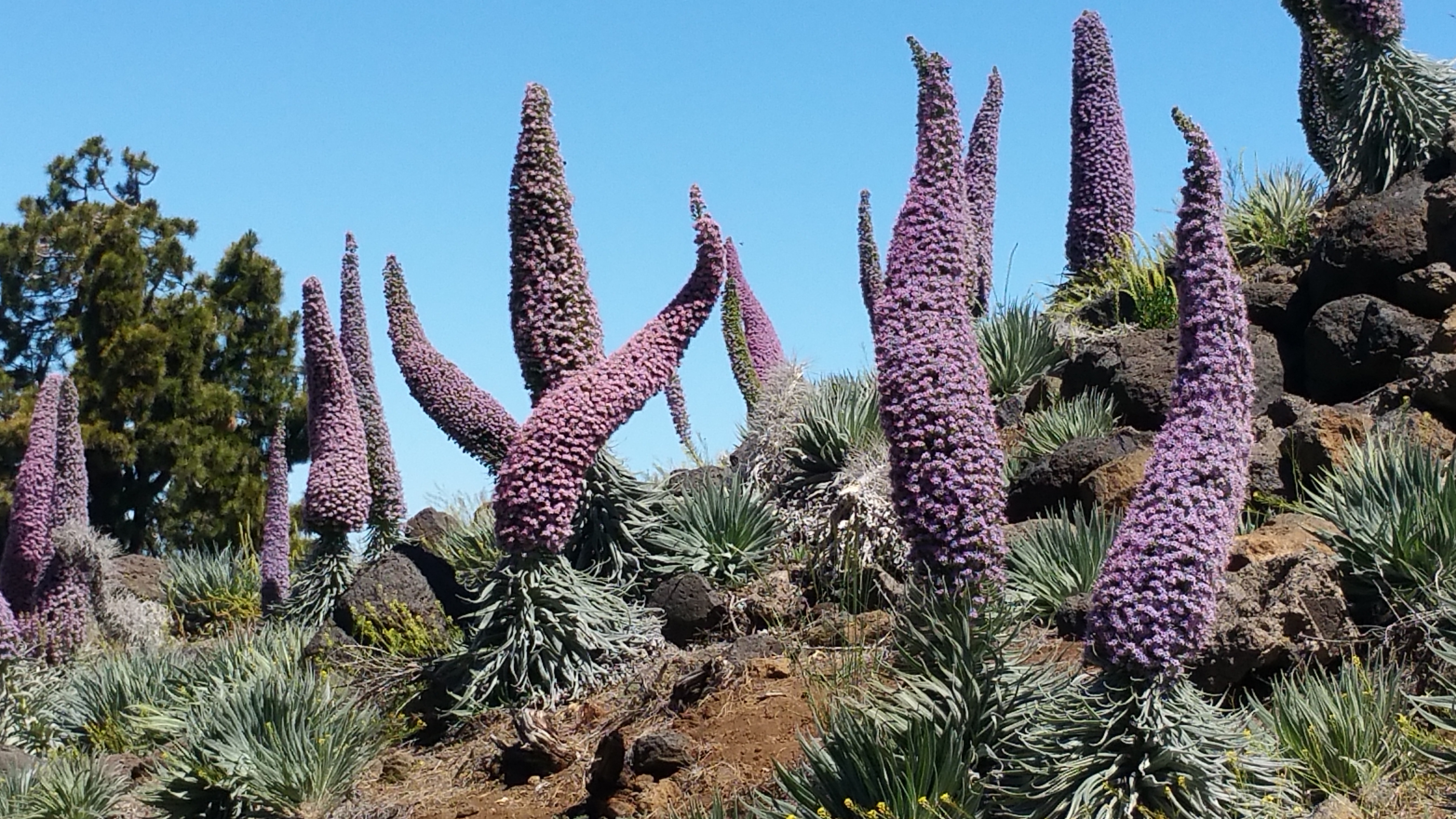
Wildprets Natternkopf auf La Palma in 2200 Meter Höhe

Diese auf La Palma und Teneriffa endemische Art kommt nur in der subalpinen Stufe der beiden Inseln vor: Auf Teneriffa in den Cañadas del Teide und auf La Palma in Felsspalten der Caldera de Taburiente sowie auf dem Roque de los Muchachos. Auf La Palma war sie in den 1980er Jahren vor allem durch Tierfraß fast ausgestorben.
Aufgrund der attraktiven Blütenstände wird diese Art auch häufig in Gärten kultiviert.